# Ерин Спрингс (Оклахома)
Ерин Спрингс (енгл. Erin Springs) град је у америчкој савезној држави Оклахома.

## Демографија
По попису из 2010. године број становника је 87, што је 27 (-23,7%) становника мање него 2000. године.
| Група             | 2000.      | 2010.      |
| Белци             | 99 (86,8%) | 77 (88,5%) |
| Афроамериканци    | 0 (0,0%)   | 0 (0,0%)   |
| Азијати           | 0 (0,0%)   | 0 (0,0%)   |
| Хиспаноамериканци | 1 (0,9%)   | 0 (0,0%)   |
| Укупно            | 114        | 87         |